# Andreas Pfister

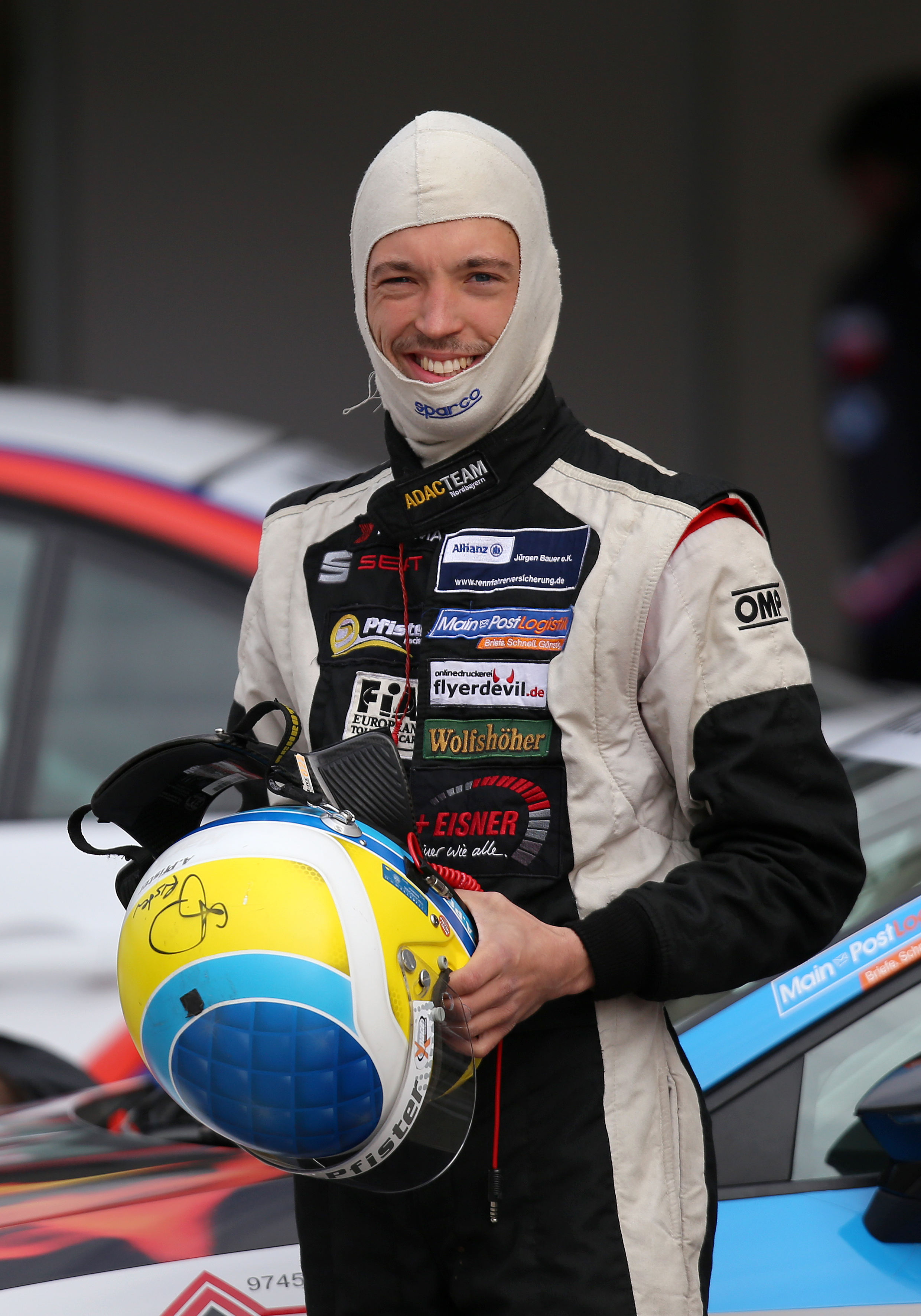
Andreas Pfister im Jahr 2016

Andreas Pfister (* 25. Oktober 1987 in Werneck) ist ein deutscher Autorennfahrer. Er startete von 2012 bis 2017 im European Touring Car Cup (FIA ETCC). In der Saison 2018 nahm er am Skoda OCTAVIA Cup und beim weltweit ersten 24H Rennen für Elektrofahrzeuge teil. Im Jahr 2019 konnte er den 1. Platz beim 12H Rennen am Slovakiaring und den 2. Platz beim 6H Rennen am Autodrom Most erreichen und nahm zum zweiten Mal beim 24H Eco-Grand Prix für Elektrofahrzeuge teil. 

## Karriere
Nachdem Pfister seine Motorsportkarriere im Kartsport begonnen hatte, wechselte er 2005 in den Tourenwagensport. Er startete für drei Jahre im ADAC Volkswagen Polo Cup. Nach dem 21. Gesamtrang in seiner Debütsaison, schloss er die Saison 2006 auf dem zehnten Platz in der Fahrerwertung ab. 2007 stand er bei zehn Rennen sechsmal auf dem Podium und gewann ein Rennen. Im Gesamtklassement verbesserte er sich auf den zweiten Platz.
2008 wechselte Pfister in den deutschen Seat Leon Supercopa. Er schloss seine erste Saison auf dem neunten Platz der Fahrerwertung ab. 2009 erzielte Pfister eine Pole-Position. In der Gesamtwertung wurde er 16. 2010 gewann Pfister sein erstes Rennen im Seat Leon Supercopa. Er stand ein weiteres Mal auf dem Podest und verbesserte sich auf den achten Gesamtrang. 2011 blieb Pfister ohne Podest-Platzierung und beendete die Saison auf dem zehnten Platz.
2012 nahm Pfister mit dem Rennstall Pfister Racing in einem Seat Leon Copa am European Touring Car Cup (FIA ETCC) teil. Er erzielte mit zwei dritten und drei zweiten insgesamt fünf Podest-Platzierungen bei acht Rennen. In der Wertung Single-Make-Trophy (SMT) wurde er am Saisonende Zweiter. 2013 ging er dort erneut an den Start und erreichte Platz fünf in der SMT.
Im Januar 2014 startete Pfister mit seinem Pfister-Racing-Team erstmals beim 24-Stunden-Rennen von Dubai. In der ETCC 2014 errang er, wie bereits 2012, den Vize-Titel in der SMT-Wertung.
In der Saison 2015 startete er mit dem brandneuen SEAT Leon Cup Racer (MKIII) Rennwagen in der ETCC, Klasse SMT. 
In dieser Rennsaison erreichte er den 3. Gesamtrang in der ETCC (Klasse SMT) und verbuchte einen Saisonsieg sowie vier weitere Podiumsplatzierungen für sich.
In der Saison 2016 nahm er nur am FIA ETCC Saisonrennen in Imola teil und erreichte den 5. Platz.
In der Saison 2017 nimmt er im SEAT Leon TCR Rennwagen an der kompletten Rennsaison der FIA ETCC teil. Er erreichte Platz 7 im Autodromo Nazionale di Monza, Platz 6 am Hungaroring und Platz 4 auf der Nürburgring-Nordschleife, sowie Platz 6 in Vila Real, Platz 5 am Circuit Zolder und Platz 8 im Autodrom Most.
Neben seiner Tätigkeit als Rennfahrer arbeitet Andreas Pfister als Instruktor und Moderator sowie als Geschäftsführer seines Unternehmens, der Pfister-Racing GmbH.
In der Saison 2018 startete Andreas Pfister als Gaststarter beim Skoda OCTAVIA Cup am Nürburgring und erreichte dort nach technischen Problemen im ersten Rennen, den 6. Platz im zweiten Rennen. Des Weiteren startete er in einem TESLA Model S beim weltweit ersten 24H Rennen für Elektrofahrzeuge in der Motorsportarena Oschersleben und erreichte den 6. Platz im Klassement.
In der Saison 2019 nahm Andreas Pfister beim 12H Rennen am Slovakiaring teil und konnte dort den 1. Platz erreichen. Des Weiteren startete er beim 6H Rennen am Autodrom Most und erreichte Platz 2, beide Rennen im SEAT Leon TCR Rennwagen des Pfister-Racing Teams mit seinem Teamkollegen Wolfgang Kriegl (AUT). Des Weiteren nahm er zum zweiten Mal beim 24H Eco-Grand Prix für Elektrofahrzeuge mit einem TESLA Model S teil, er erreichte den 1. Platz in der Europa-Wertung.

## Karrierestationen
| - 2005: ADAC Volkswagen Polo Cup (Platz 21) - 2006: ADAC Volkswagen Polo Cup (Platz 10) - 2007: ADAC Volkswagen Polo Cup (Platz 2) - 2008: Seat Leon Supercopa (Platz 9) | - 2009: Seat Leon Supercopa (Platz 16) - 2010: Seat Leon Supercopa (Platz 8) - 2011: Seat Leon Supercopa (Platz 10) - 2012: ETC-Cup, SMT (Platz 2) | - 2013: ETC-Cup, SMT (Platz 5) - 2014: 24H Rennen in Dubai, Klasse A3T - 2014: ETC-Cup, SMT (Platz 2) |

2015: ETC-Cup, SMT (Platz 3)
2016: ETC-Cup, SMT (Platz 5 Imola)
2017: ETC-Cup, SMT (Platz 5)
2018: Gaststart Skoda OCTAVIA Cup, 24H Rennen für Elektrofahrzeuge
2019: 12H Rennen Slovakiaring (Platz 1), 6H Rennen Autodrom Most (Platz 2), 24H Rennen für Elektrofahrzeuge